# استیو فینیستون
استیو فینیستون (انگلیسی: Steve Finnieston؛ زادهٔ ۳۰ نوامبر ۱۹۵۴) یک بازیکن فوتبال اهل اسکاتلند است.
وی سابقه بازی در تیم‌های باشگاه فوتبال چلسی، باشگاه فوتبال کاردیف سیتی و باشگاه فوتبال شفیلد یونایتد را دارد.